# صدقه (یهودیت)

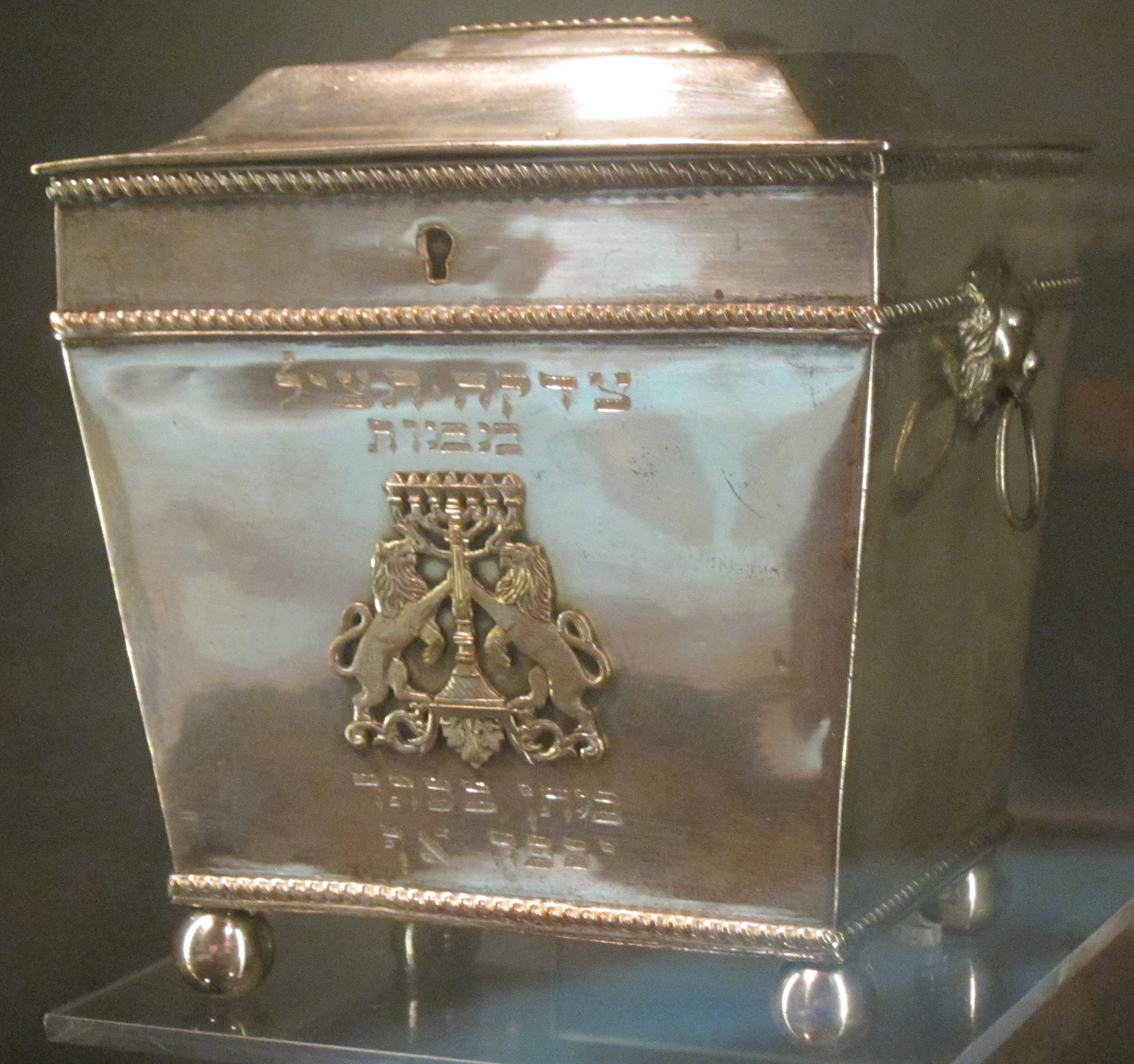
جعبه صدقه (Pushke)، چارلستون، ۱۸۲۰، نقره، موزه ملی تاریخ یهودیان آمریکا

زدکا یا صدقا (عبری: צדקה‎ [ts(e)daˈka]) یک کلمه عبری به معنای «عدالت» است، اما معمولاً برای نشان دادن صدقه استفاده می‌شود. این مفهوم از «صدقه» با درک مدرن غربی از «خیریه» متفاوت است. دومی معمولاً به عنوان یک عمل خود به خودی از حسن نیت و نشانگر سخاوت درک می‌شود. در صورتی که در دین یهودیت یک تعهد اخلاقی است.
صدقه به تعهد دینی به انجام آنچه درست و عادلانه است اشاره دارد که یهودیت بر آن به عنوان بخش مهمی از زندگی معنوی تأکید می‌کند. برخلاف بشردوستی داوطلبانه، صدقه به عنوان یک تکلیف دینی تلقی می‌شود که باید بدون توجه به وضعیت مالی فرد انجام شود، و به همین دلیل حتی برای افرادی که دارای امکانات مالی محدود هستند نیز الزامی است. صدقه یکی از سه عمل اصلی است که می‌تواند بر حکم نامطلوب آسمانی تأثیر مثبت بگذارد.
کلمه صدقه بر اساس عبری (צדק Tzedeq)، به معنای درستی، انصاف یا عدالت است و با کلمه عبری تزادیک، به معنای عادل به عنوان صفت (یا فرد صالح به عنوان یک اسم به شکل ماهوی) مرتبط است. اگرچه این کلمه ۱۵۷ بار در متن مازورتی کتاب مقدس عبری، معمولاً در رابطه با «عدالت» فی نفسه ظاهر می‌شود، اما استفاده از آن به عنوان اصطلاحی برای «صدقه» به معنای فوق اقتباسی از یهودیت خاخامی در زمان تلمود است.
در قرون وسطی، ابن میمون یک سلسله مراتب هشت سطحی از صدقه را تصور کرد، که در آن بالاترین شکل، دادن یک هدیه، قرض یا مشارکت است که منجر به خودکفایی گیرنده به جای زندگی با دیگران می‌شود. از نظر او، دومین شکل عالی صدقه دادن کمک‌های مالی به‌طور ناشناس به گیرندگان ناشناس است.

## پیشینه در اسرائیل باستان
کتاب مقدس عبری الزام به کمک به نیازمندان را آموزش می‌دهد، اما یک اصطلاح واحد را برای این تعهد به کار نمی‌برد. اصطلاح صدقه ۱۵۷ بار در متن ماسوریتی، معمولاً در رابطه با «عدالت» فی نفسه، معمولاً به صورت مفرد، اما گاهی اوقات به صورت جمع صدقات، در رابطه با اعمال خیریه وجود دارد. در هفتادگانی این گاهی اوقات به عنوان eleemosyne، «صدقه» ترجمه شده‌است.

## در ادبیات ربانی قرون کلاسیک و میانه
در ادبیات کلاسیک خاخام‌ها، این بحث مطرح شد که مقررات کتاب مقدس در مورد پسماندها فقط در مورد مزارع ذرت، باغ‌ها و تاکستان‌ها و نه در باغ‌های سبزیجات اعمال می‌شود. نویسندگان خاخام کلاسیک در مورد اینکه چه کسی می‌تواند بقایای ذراعت را دریافت کند بسیار سختگیرتر بودند. در این متون نوشته شده‌است که کشاورز مجاز به بهره‌مندی از این برداشت‌ها نبود، و اجازه نداشت بین فقرا تبعیض قائل شود، یا سعی در ترساندن آنها با سگ یا شیر نداشته باشد. کشاورز حتی اجازه نداشت به یکی از فقرا کمک کند تا پسماندها را جمع کند. با این حال، همچنین استدلال شد که این قانون فقط در کنعان (اورشلیم تلمود) قابل اجرا است. اگرچه بسیاری از نویسندگان خاخام کلاسیک که در بابل مستقر بودند، قوانین آنجا را رعایت می‌کردند. همچنین این نوع صدقه فقط برای فقرای یهودی اعمال می‌شود، اما غیریهودیان فقیر اجازه داشتند برای ایجاد صلح از آن بهره ببرند.
ابن میمون هشت سطح بخشش خود را همان‌طور که در میشنه تورات، هیلخوت متانوت انییم ("قوانین در مورد بخشش به مردم فقیر")، فصل ۱۰:۷–۱۴ نوشته شده‌است، فهرست می‌کند:
1. اعطای وام بدون بهره به فرد نیازمند؛ ایجاد مشارکت با یک فرد نیازمند؛ اعطای کمک هزینه به یک فرد نیازمند؛ یافتن شغل برای یک فرد نیازمند، تا زمانی که آن وام، کمک مالی، مشارکت یا شغل منجر به این شود که فرد دیگر با اتکا به دیگران زندگی نکند.
2. دادن صدقه طور ناشناس به گیرنده ناشناس از طریق شخص یا دارایی عمومی که قابل اعتماد، عاقل که بتواند با پول شما اعمال صدقه را به شیوه ای بی عیب و نقص انجام دهد.
3. دادن صدقه به‌طور ناشناس به یک گیرنده شناخته شده.
4. دادن صدقه به‌طور علنی به گیرنده ناشناس.
5. دادن صدقه قبل از درخواست.
6. دادن به اندازه کافی پس از درخواست.
7. دادن با میل، اما ناکافی.
8. بخشش «در غم» (بخشیدن از روی ترحم): گمان می‌رود که منظور ابن میمون، بخشش به دلیل احساسات غم‌انگیزی است که ممکن است در دیدن افراد نیازمند داشته باشد (برخلاف انفاق، زیرا یک تکلیف شرعی است). ترجمه‌های دیگر می‌گویند «ناخواسته دادن».

## در عمل

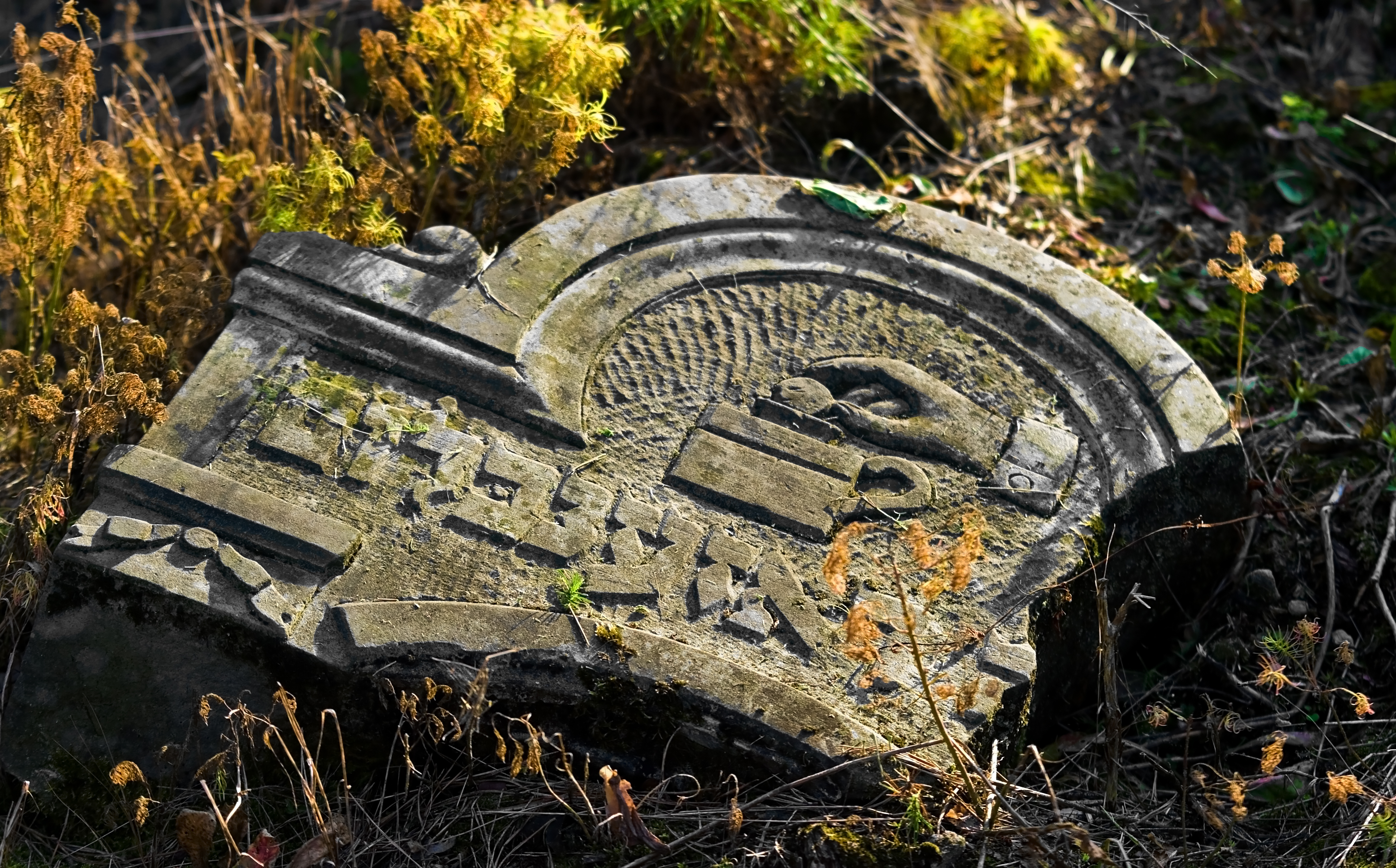
نقوش صدقه روی سنگ قبر یهودی. گورستان یهودیان در اوتووتسک.

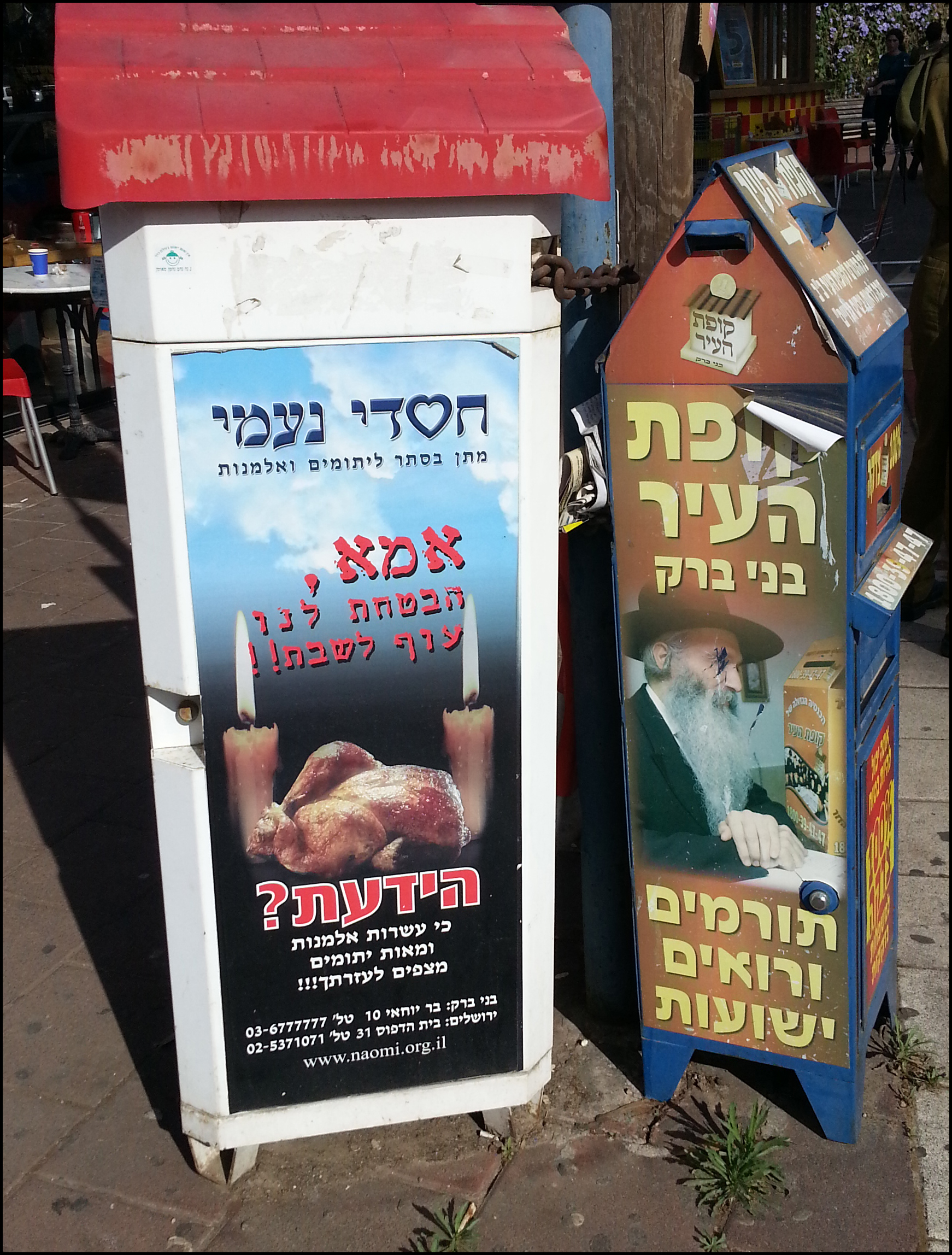
پوشکس در بنی براک، اسرائیل

در عمل، اکثر یهودیان صدقه را با اهدای بخشی از درآمد خود به مؤسسات خیریه یا به افراد نیازمندی که ممکن است با آنها برخورد کنند، انجام می‌دهند. تصور بسیاری از یهودیان امروزی این است که اگر اهدای این شکل ممکن نباشد، وجوب صدقه همچنان مستلزم آن است که چیزی داده شود. یهودیان سنتی معمولاً معصار کسافیم را انجام می‌دهند و ۱۰ درصد از درآمد خود را برای حمایت از نیازمندان می‌دهند.
اعمال خاص صدقه در روزهای مهمی انجام می‌شود: در عروسی‌ها، عروس و دامادهای یهودی به‌طور سنتی به خیریه پول می‌دادند تا نمادی از شخصیت مقدس ازدواج باشد. در عید فصح، جشن بزرگ در سنت یهودی، پذیرایی از غریبه‌های گرسنه و غذا دادن به آنها در سر سفره سنتی است. در پوریم بر هر یهودی واجب است که به یک نفر دیگر غذا بدهد و حداقل به دو نفر فقیر هدیه بدهد به مقداری که هر کدام معادل یک وعده غذایی باشد، به منظور افزایش شادی کلی در طول دوران این ماه.
در مورد شکل محدودترصدقه که در قوانین کتاب مقدس بیان شده‌است، یعنی ترک برداشت از برخی محصولات، شولچان آروخ استدلال می‌کند که در دوران تبعید، کشاورزان یهودی موظف به اطاعت از آن نیستند. با این وجود، در اسرائیل مدرن، خاخام‌های یهودیت ارتدوکس اصرار دارند که یهودیان اجازه می‌دهند که برداشت‌ها توسط فقرا و غریبه‌ها، و همه محصولات (نه فقط برداشت‌شده) توسط هر کسی و همه (رایگان، نه خرید و نه فروخته شده) در طول سالهای سبت مصرف شود.
علاوه بر این، شخص باید بسیار مراقب باشد که چگونه پول صدقه را می‌دهد. فقط دادن به هر شخص یا سازمانی کافی نیست. در عوض، شخص باید اعتبار و امور مالی آنها را بررسی کند تا مطمئن شود که پول صدقه شما عاقلانه، کارآمد و مؤثر استفاده می‌شود. معنای «از فقیر دزدی مکن، زیرا او فقیر است» (امثال ۲۲:۲۲) و تفسیرهای دوران تلمود، از جمله کتاب اعداد ربا ۵: ۲، این است که پول صدقه هرگز مال شما نبوده‌است. . بلکه همیشه از آن خداست که فقط آن را به شما واگذار می‌کند تا از آن به درستی استفاده کنید. از این رو، شما موظف هستید از دریافت آن توسط افراد مستحق اطمینان حاصل کنید.
نمونه‌های زیادی از صندوق‌های صدقه وجود دارد که بر اساس اصول ابن میمون در بالا (به ویژه شماره ۲) فعالیت می‌کنند، از جمله Hands on Tzedakah (کار با سازمان‌های غیرانتفاعی در ایالات متحده و اسرائیل) و Mitzvah Heroes Fund (که عمدتاً با سازمان‌های غیرانتفاعی در اسرائیل کار می‌کند). Paamonim یک سازمان غیرانتفاعی در اسرائیل است که بر اساس اصل اول ابن میمون فعالیت می‌کند. نگهداری از پوشکه (جعبه مجموعه) در خانه‌های شخصی سنتی است.
ویلنا گائون در نظر گرفت که صدقه را به همه خانوارهای شهر ما با مزایای مالیاتی بدهد. دویری استر هلفر (۱۸۱۷–۱۹۰۷)، که در نزد یهودیان ویلنا را به دلیل درستکاری و خردش می‌شناسند، به دلیل توانایی او در کمک به مردم در مشکل افسانه ای بود، اگرچه او و همسرش ثروتمند نبودند. او به کمک حافظه خارق‌العاده‌اش، توانست افراد مناسب را در زمان مناسب برای کمک به افراد در طول زندگی‌اش لمس کند، بسیاری از آنها او را به‌عنوان نوعی قدیس می‌بینند که نه تنها برای او پول پیدا کرده، بلکه برکات ویژه‌ای همراه با هدایای خیریه او نیز ارائه می‌کند. . او همچنین کمک مالی به یک نمازخانه اختصاص داده شده به امور خیریه برای نیازمندان کرد که به نام او شناخته می‌شود. در طول زندگی، او به عنوان یک قدیس شناخته شد، در حالی که از مرگ او به شیوه‌هایی که معمولاً برای شخصیت‌های مذهبی یاد می‌شد، یاد می‌کردند. پرتره او اغلب در کنار گائون‌ها در خانه‌های یهودیان ویلنا آویزان می‌شد.
در شیکاگو در اوایل دهه ۱۹۰۰ «بسیاری از خانواده‌ها پوشکا یا ظروف صدقه را به عنوان وسیله ای مفید برای کمک دوره ای به اهداف ارزشمند نگهداری می‌کردند.» کلمه لهستانی puszka به معنای قوطی حلبی است.

## مفاهیم مشابه در فرهنگ‌های دیگر
خیریه در فرهنگ‌های مختلف، چه مذهبی و چه سکولار، به روش‌های مختلف فلسفی مشاهده و اجرا می‌شود (به خیریه (عمل) در #فلسفه‌ها) مراجعه کنید. در فلسفه و بلاغت به مفهومی که به عنوان اصل صدقه معروف است بسط داده شد.

### مسیحیت
برای عالی‌ترین فضیلت الهیات مسیحی، به خیریه (فضیلت مسیحی) مراجعه کنید.

### اسلام
همتای اولیه در اسلام صدقه به صورت داوطلبانه مذهبی و زکات است (عربی: زکاة) انفاق واجب شرعی است که به وجوب دینی فرد برای مسلمانانی که دارای معیارهای لازم ثروت هستند گفته می‌شود.

### مندائیسم
منظور از زیدقا انفاق در مندائیت است. همچنین می‌تواند به معنای درستکاری باشد.

## نمونه‌ها

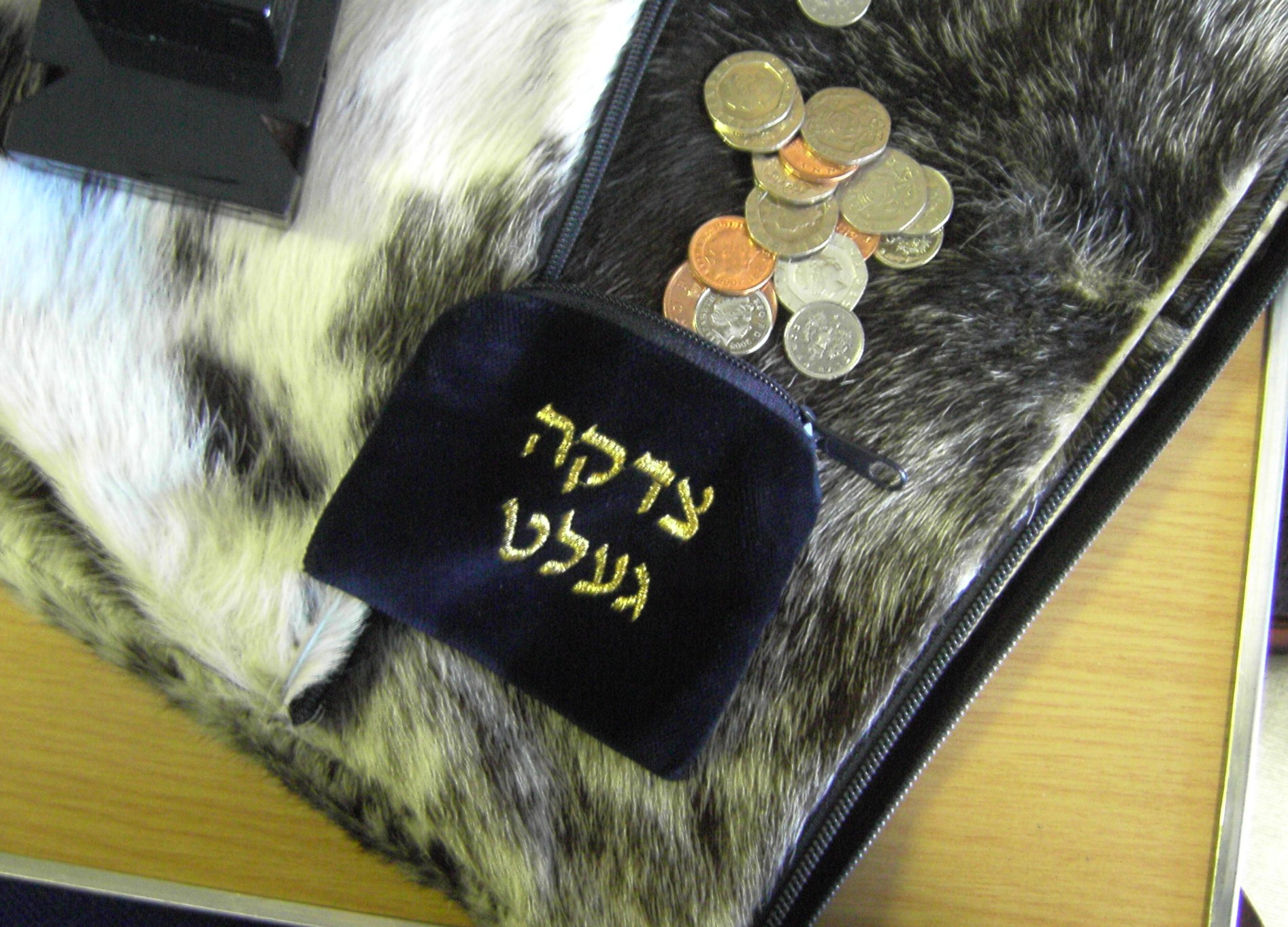
کیسه تزیداکا و سکه روی بالشتک خز مانند.
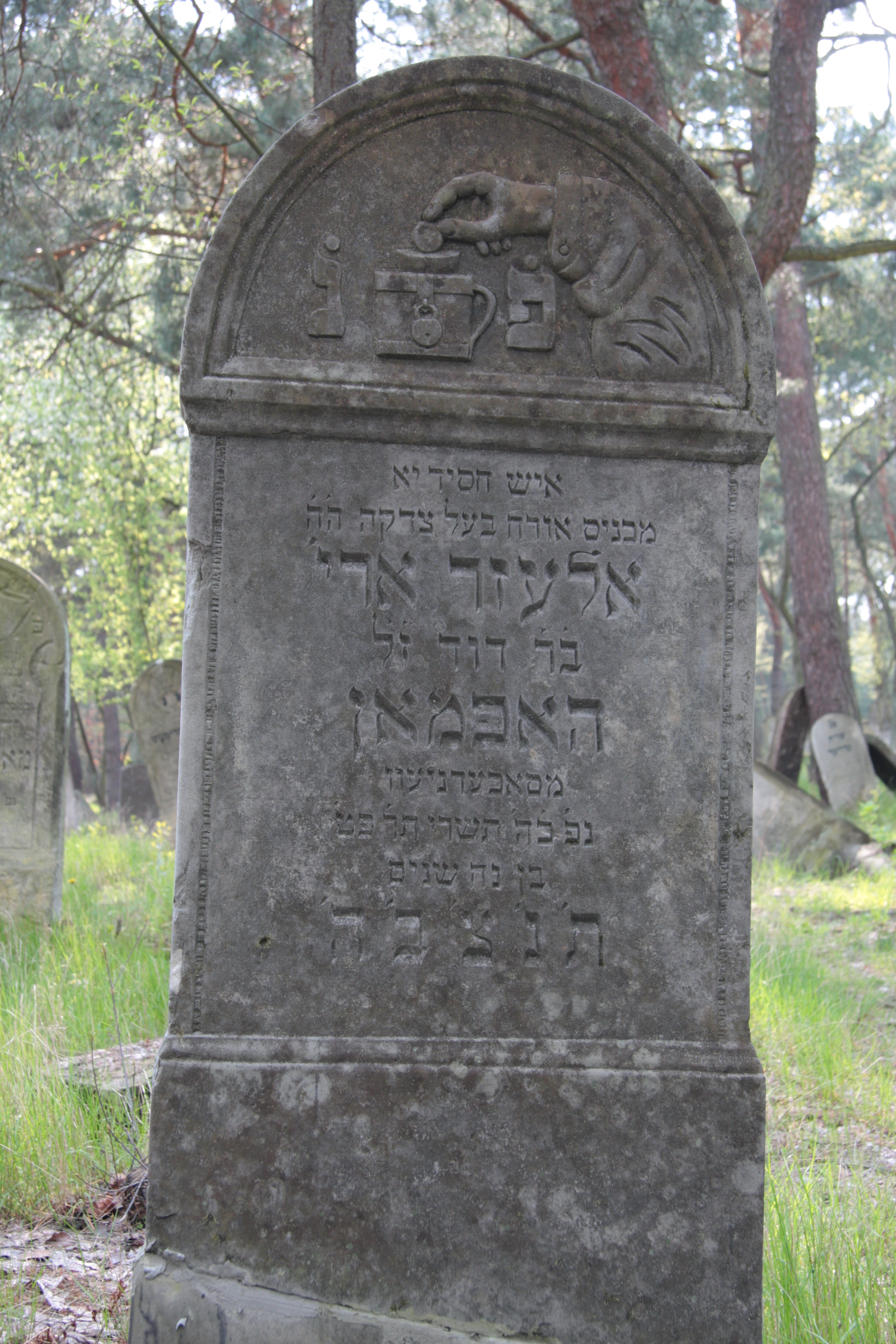
جعبه صدقه روی سنگ قبر یهودیان. گورستان یهودیان در اوتووتسک .
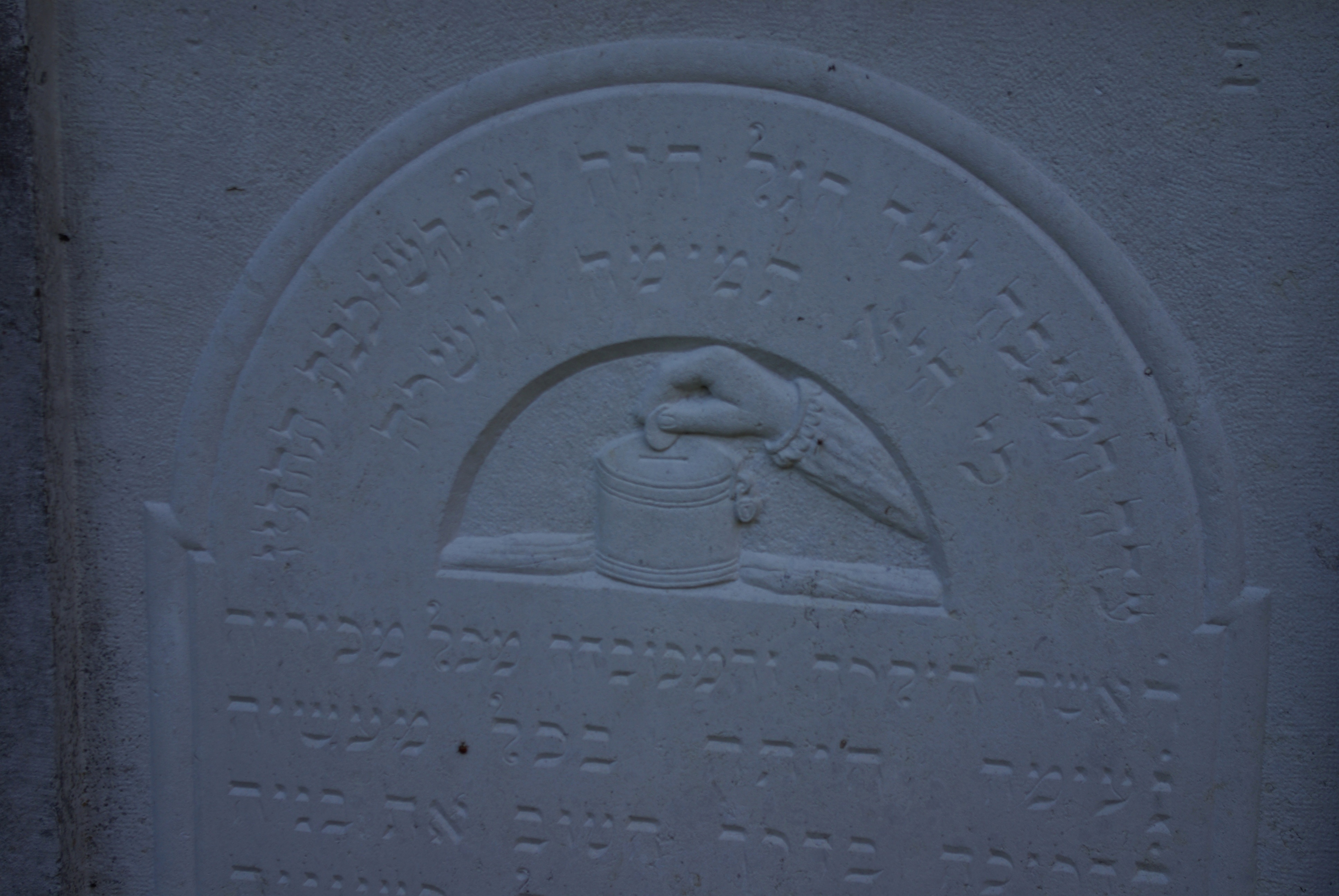
جعبه صدقه روی سنگ قبر یهودیان. گورستان یهودیان در پاپن‌هایم.
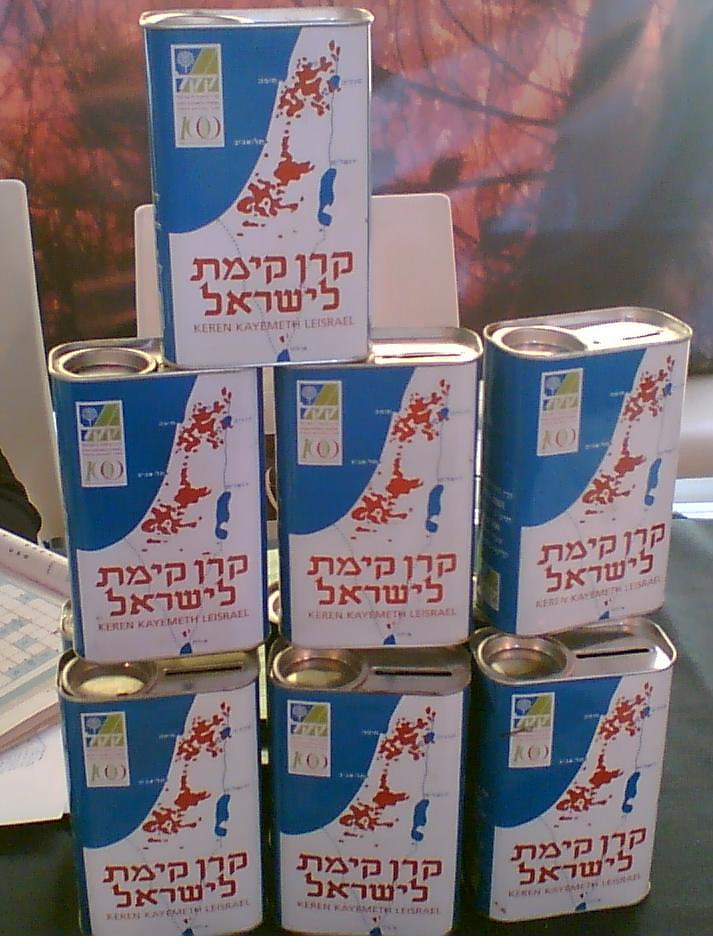
جعبه جمع آوری صندوق ملی یهودیان. صندوق آبی مختص صندوق ملی یهودیان در سال‌های اولیه کمک‌های مالی را برای تأسیس دولت جمع‌آوری می‌کرد.